# Какья-Скала
Какья-Скала (греч. Κακιά Σκάλα) — скалы в Греции в Мегариде. Расположены между Мегарой с одной стороны и Кинетой и Коринфским перешееком с другой, в общине Мегара в периферийной единице Западной Аттике в периферии Аттике на берегу бухты Мегары в северо-западной части залива Сароникос, где горы Герания круто спускаются к морю. Название означает дурной проход. Служили естественной преградой между Афинами и Пелопоннесом. Были известны как Скироновы скалы или Скиронидские скалы (Σκιρωνίδες πέτραι) или Скирония  (Scironia saxa). По преданию возникли из костей Скирона, убитого Тесеем. Живший здесь разбойник Скирон заставлял путников мыть ему ноги на вершине крутой скалы и сбрасывал пинком в море, где морская черепаха поедала их. Тесей сбросил его в то же море.
Одна из скал называется Молурида (Μολουρίς) от греч. μολουρίς саранча. По Павсанию Ино с младшим сыном Меликертом сбросилась с Молуриды, спасаясь от Атаманта. Ино и Меликент сделались морскими божествами под именами Левкофея и Палемон. Скалу Молуриду считали посвященной Левкофее и Палемону.
Здесь находилась известная в древности Скиронская дорога (Σκιρωνίς) или Какискала (Κακισκάλα), то есть дурной проход. Согласно Павсанию дорогу построил Скирон, который был в Мегаре военачальником, а император Адриан расширил её. В 1999—2006 годах построена автомагистраль «Олимпия», которая ведёт из Афин в Патры и является частью европейского маршрута E94. Автомагистраль проходит через пять тоннелей: «Герания» (930 м), «Тесей» (319 м), «Евпалий» (1700 м), «Скирон» (360 м) и «Эфра» (1160 м).